# 1989年の横浜大洋ホエールズ
1989年の横浜大洋ホエールズ（1989ねんのよこはまたいようホエールズ）では、1989年の横浜大洋ホエールズにおける動向をまとめる。
1989年の横浜大洋ホエールズは、古葉竹識監督の3年目のシーズンである。

## 概要
前年本塁打・打点の二冠王を獲得したカルロス・ポンセが打率2割台前半と不振（この年は24本塁打）。特に巨人には開幕から10連敗を喫するなど5勝21敗と大きく負け越し、巨人独走の大きな要因となった。打撃陣はジム・パチョレックが2年連続打率2位、途中からポンセに代わり4番に入った山崎賢一も自己最高の成績を残したが、チーム得点、本塁打はリーグ最下位（407得点、76本）、投手陣は二桁勝利なし（チーム最多勝利は欠端光則の9勝）、チーム失点はリーグ最下位。正捕手は、前年出場機会が減って首脳陣とトラブルになっていた若菜嘉晴を日ハムに放出し、市川和正とルーキー谷繁元信の併用となった。谷繁は5月27日のヤクルト戦で本塁打を放っている。高卒2年目の左腕・野村弘樹を抜擢、先発ローテーション入りさせ、3勝11敗と散々な成績でも使い続けた、谷繁も開幕から一軍ベンチ入りさせ、シーズンフル帯同させた。10月4日からの対巨人3連戦で3試合連続完封負けを喫し相手の胴上げを許す屈辱を味わい、チーム再建を期待された古葉監督は契約2年を残して辞任。最終的に優勝の巨人に36.5ゲーム差、4位のヤクルトに8ゲーム差をつけられて1984年以来の最下位に沈んだ。カード別成績では巨人初め上位陣に大きく負け越したが、ヤクルトに13勝12敗1分と勝ち越して全球団負け越しだけは免れた。後任にはこの年まで巨人の二軍監督だった須藤豊が就任し、ヘッドコーチに江尻亮、投手コーチに小谷正勝といった大洋OBを迎えるなど首脳陣も一新することになる。同年のドラフトで佐々木主浩を1位で指名している。

## チーム成績

### レギュラーシーズン
|   | 開幕：4/9 | 開幕：4/9    | 5/2 | 5/2          | 6/1 | 6/1          | 7/1 | 7/1          | 8/1 | 8/1          | 9/2 | 9/2          |
| - | --------- | ------------ | --- | ------------ | --- | ------------ | --- | ------------ | --- | ------------ | --- | ------------ |
| 1 | 遊        | 高橋雅裕     | 二  | 高木豊       | 二  | 高木豊       | 二  | 高木豊       | 二  | 高木豊       | 二  | 高木豊       |
| 2 | 三        | 銚子利夫     | 三  | 銚子利夫     | 三  | 銚子利夫     | 三  | 銚子利夫     | 三  | 銚子利夫     | 三  | 銚子利夫     |
| 3 | 二        | 高木豊       | 左  | 山崎賢一     | 左  | 山崎賢一     | 右  | ポンセ       | 右  | ポンセ       | 右  | ポンセ       |
| 4 | 右        | ポンセ       | 右  | ポンセ       | 右  | ポンセ       | 左  | パチョレック | 左  | 山崎賢一     | 中  | 山崎賢一     |
| 5 | 一        | パチョレック | 一  | パチョレック | 一  | パチョレック | 中  | 山崎賢一     | 一  | パチョレック | 一  | パチョレック |
| 6 | 左        | 山崎賢一     | 中  | 屋鋪要       | 中  | 屋鋪要       | 一  | 田代富雄     | 中  | 屋鋪要       | 左  | 河野誉彦     |
| 7 | 中        | 屋鋪要       | 遊  | 村岡耕一     | 遊  | 高橋雅裕     | 遊  | 高橋雅裕     | 遊  | 日野善朗     | 遊  | 日野善朗     |
| 8 | 捕        | 市川和正     | 捕  | 市川和正     | 捕  | 谷繁元信     | 捕  | 市川和正     | 捕  | 谷繁元信     | 捕  | 市川和正     |
| 9 | 投        | 斉藤明夫     | 投  | 欠端光則     | 投  | 新浦壽夫     | 投  | 斉藤明夫     | 投  | 大門和彦     | 投  | 大門和彦     |

| 順位 | 4月終了時 | 4月終了時 | 5月終了時 | 5月終了時 | 6月終了時 | 6月終了時 | 7月終了時 | 7月終了時 | 8月終了時 | 8月終了時 | 9月終了時 | 9月終了時 | 最終成績 | 最終成績 |
| ---- | --------- | --------- | --------- | --------- | --------- | --------- | --------- | --------- | --------- | --------- | --------- | --------- | -------- | -------- |
| 1位  | 広島      | --        | 広島      | --        | 巨人      | --        | 巨人      | --        | 巨人      | --        | 巨人      | --        | 巨人     | --       |
| 2位  | 巨人      | 3.5       | 巨人      | 0.0       | 広島      | 2.5       | 広島      | 7.0       | 広島      | 8.0       | 広島      | 4.5       | 広島     | 9.0      |
| 3位  | ヤクルト  | 8.0       | 阪神      | 10.5      | 阪神      | 15.5      | 中日      | 14.0      | 中日      | 13.0      | 中日      | 13.0      | 中日     | 15.5     |
| 4位  | 阪神      | 8.0       | ヤクルト  | 11.5      | ヤクルト  | 15.5      | ヤクルト  | 20.0      | ヤクルト  | 24.5      | ヤクルト  | 23.0      | ヤクルト | 28.5     |
| 5位  | 中日      | 8.0       | 中日      | 12.0      | 中日      | 15.5      | 阪神      | 22.0      | 阪神      | 29.0      | 阪神      | 28.0      | 阪神     | 30.5     |
| 6位  | 大洋      | 8.5       | 大洋      | 14.0      | 大洋      | 17.0      | 大洋      | 24.0      | 大洋      | 30.5      | 大洋      | 33.5      | 大洋     | 36.5     |

| 順位 | 球団               | 勝 | 敗 | 分 | 勝率 | 差   |
| 1位  | 読売ジャイアンツ   | 84 | 44 | 2  | .656 | 優勝 |
| 2位  | 広島東洋カープ     | 73 | 51 | 6  | .589 | 9.0  |
| 3位  | 中日ドラゴンズ     | 68 | 59 | 3  | .535 | 15.5 |
| 4位  | ヤクルトスワローズ | 55 | 72 | 3  | .433 | 28.5 |
| 5位  | 阪神タイガース     | 54 | 75 | 1  | .419 | 30.5 |
| 6位  | 横浜大洋ホエールズ | 47 | 80 | 3  | .370 | 36.5 |

## オールスターゲーム1989
- 監督推薦

中山裕章
山崎賢一

## できごと
・2月19日の対日本ハムファイターズとのオープン戦で12球団の平成初勝利を飾る

・3月31日、前年オフより舌禍騒動を起こしていた若菜嘉晴が日本ハムへ無償トレード

・5月21日、対阪神6回戦で死球に怒ったポンセが御子柴進投手への暴行で退場処分

・5月23日、対広島6回戦でポンセが通算100本塁打を達成

・6月13日、対中日8回戦で高木豊が通算1000本安打を達成

・8月1日、対阪神14回戦で高木豊が通算1000試合出場を達成

・8月20日、対中日21回戦で遠藤一彦が通算1500奪三振、2000投球回数を達成

・8月29日、対中日22回戦で新浦壽夫がNPB通算1500奪三振を達成

・8月31日、対中日23回戦で片平晋作が通算1500試合出場を達成

・10月4日、古葉竹識監督が辞任を発表

・10月18日、対広島26回戦で加藤博一が通算1000試合出場を達成

## 表彰選手
| リーグ・リーダー |
| ---------------- |
| 受賞者なし       |

| ベストナイン       | ベストナイン | ベストナイン |
| 選手名             | ポジション   | 回数         |
| ------------------ | ------------ | ------------ |
| 山崎賢一           | 外野手       | 初受賞       |
| ゴールデングラブ賞 |              |              |
| 選手名             | ポジション   | 回数         |
| 山崎賢一           | 外野手       | 初受賞       |

## ドラフト
| 順位 | 選手名       | ポジション | 所属           | 結果 |
| ---- | ------------ | ---------- | -------------- | ---- |
| 1位  | 佐々木主浩   | 投手       | 東北福祉大学   | 入団 |
| 2位  | 東瀬耕太郎   | 投手       | 明治大学       | 入団 |
| 3位  | 平塚克洋     | 外野手     | 朝日生命       | 入団 |
| 4位  | 今久留主成幸 | 捕手       | 明治大学       | 入団 |
| 5位  | 川端一彰     | 内野手     | 中央大学       | 入団 |
| 6位  | 知野公昭     | 投手       | 拓殖大学紅陵高 | 入団 |